# 岩崎正幸
岩崎 正幸（いわさき　まさゆき、1953年 - ）は、日本の実業家。ニッポン放送取締役相談役。神奈川県出身。

## 経歴・人物
1976年早稲田大学政治経済学部卒業後、ニッポン放送入社。
取締役、専務を経て、2016年から社長に就任。2019年から会長に就任。2021年から取締役相談役に就任。
2023年11月3日、秋の叙勲で旭日中綬章を受章。